# Foresta Nera
La Foresta Nera (in tedesco: Schwarzwald /ˈʃvaɐ̯t͡sˌvalt/; in latino: Nigra Silva) è un'area montuosa di origine paleozoica situata nella parte sud-occidentale della Germania, nel Land del Baden-Württemberg, ed è il più vasto massiccio della fascia dei rilievi centrali (Mittelgebirge).

## Geografia

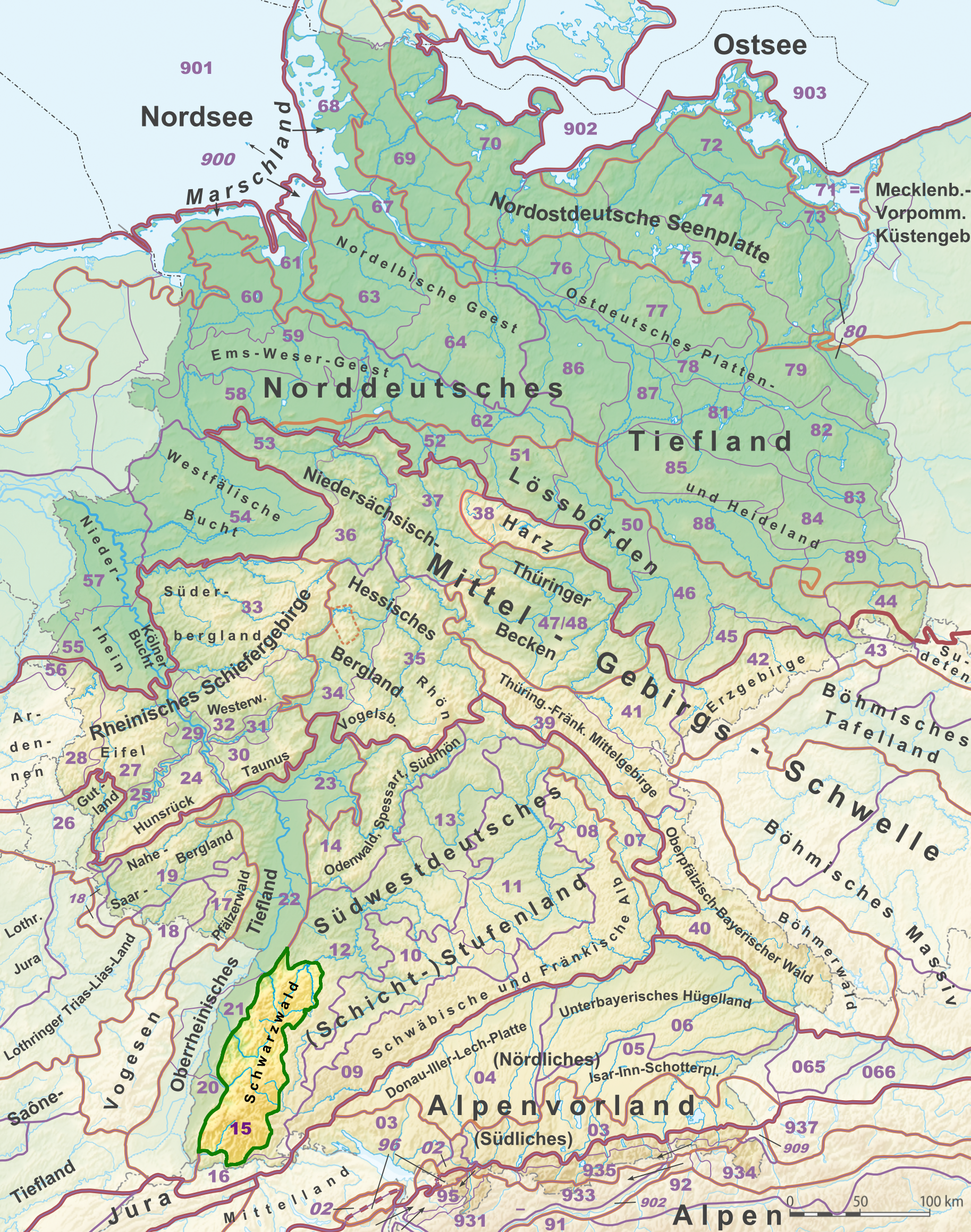
La Foresta Nera (in basso a sinistra) nella geografia della Germania

Sebbene sia interamente compresa nel territorio tedesco, la Foresta Nera si estende dalla cosiddetta triplice frontiera, ovvero l'area dove si congiungono i confini di Svizzera, Francia e Germania, in direzione nord per circa 160 km seguendo la Fossa Renana. Nell'estremo sud raggiunge una larghezza di 60 km mentre a nord è larga solo 30 km.
Il fiume Kinzig rappresenta il confine tra la Foresta Nera settentrionale (Nordschwarzwald) e la Foresta Nera Centrale (Mittlerer Schwarzwald) mentre il corso del fiume Dreisam separa la Foresta Nera meridionale (Südschwarzwald), nella quale si trovano le cime più elevate del rilievo; quest'area è talvolta detta Alta Foresta Nera (Hochschwarzwald).

### Orografia

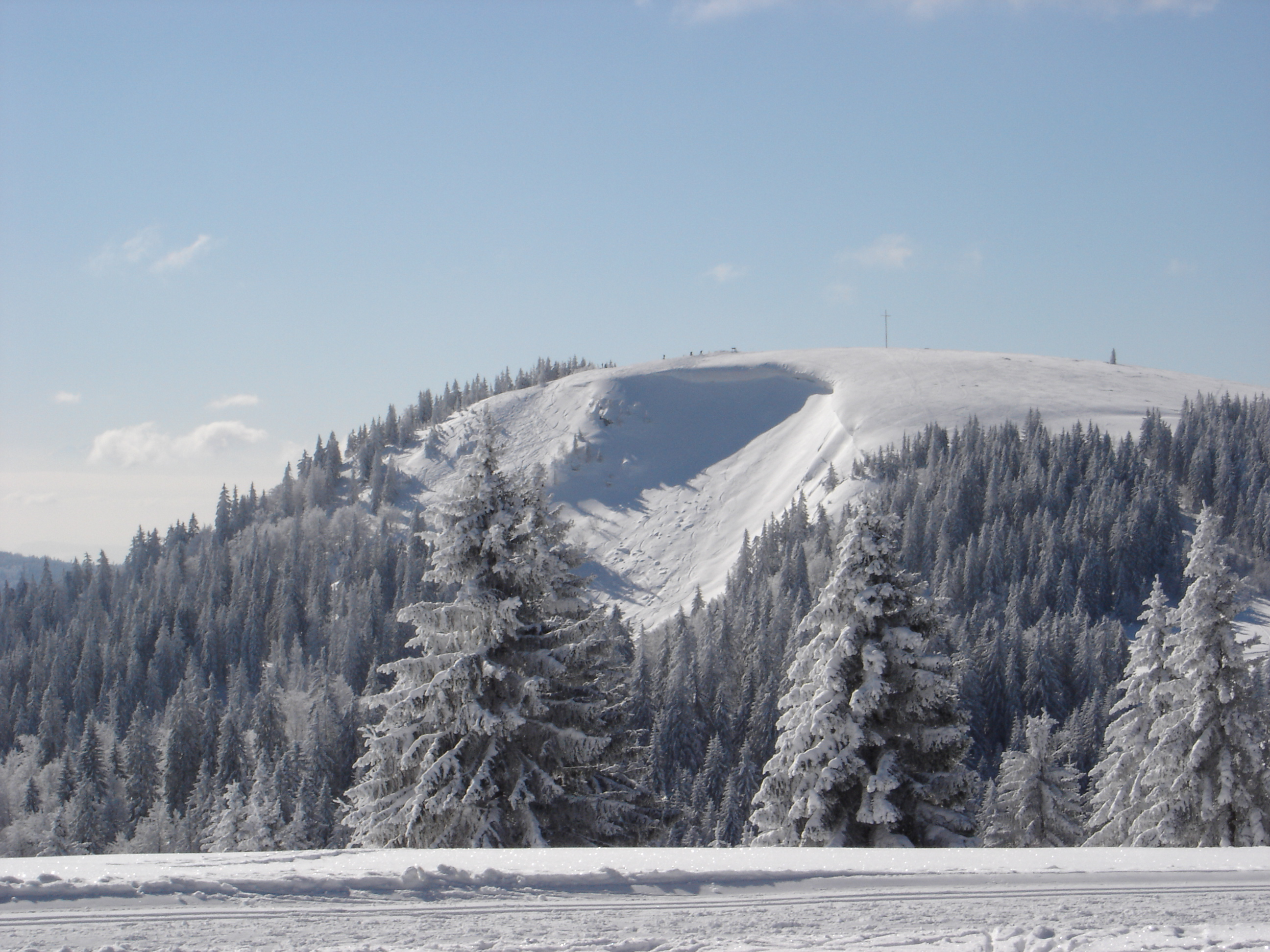
Herzogenhorn

La montagna più elevata della Foresta Nera è il Feldberg (1493 m s.l.m.) situato nella parte meridionale. Altre cime situate nella stessa area sono il Seebuck, cima secondaria del Feldberg con 1448 m, il Herzogenhorn (1415 m) e il Belchen (1414 m). Nella parte settentrionale la cima più elevata è il Hornisgrinde (1164 m).

### Idrografia

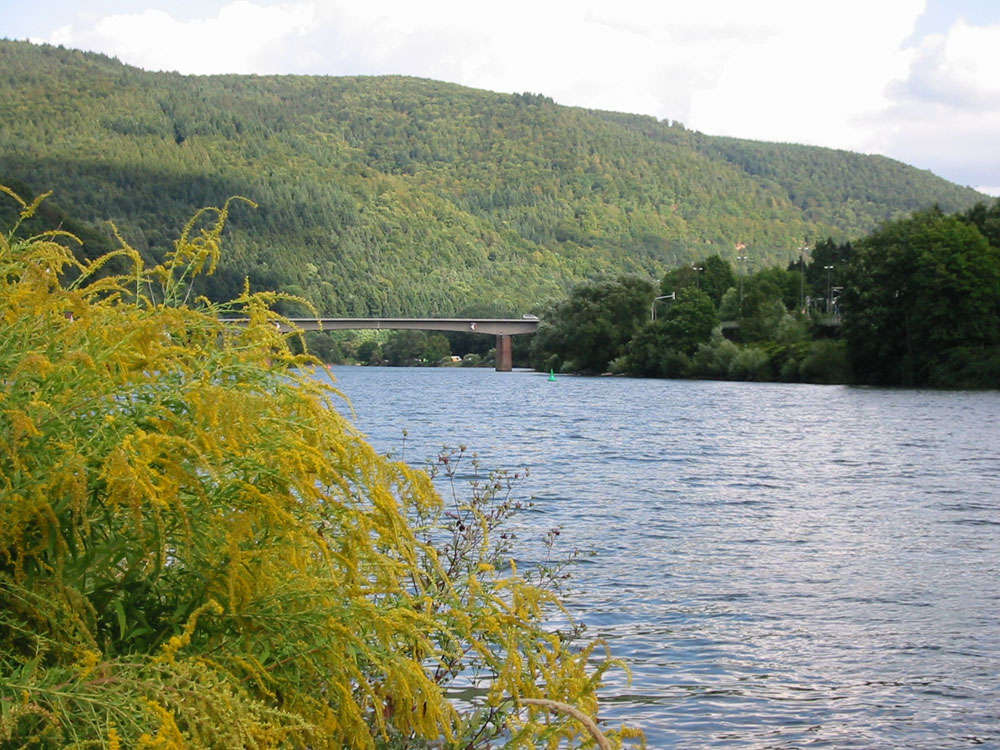
Neckar

I principali fiumi che nascono nella Foresta Nera sono l'Enz (105 km), il Neckar (367 km), il Wutach (118 km), il Kinzig (95 km), il Murg (96 km), il Nagold (92 km), il Wiese (55 km). Dalla Foresta Nera sgorgano inoltre i fiumi Brigach (43 km) e Breg (49 km) che unendosi formano il Danubio. I laghi principali della Foresta Nera sono lo Schluchsee, il Titisee, il Feldsee, e il Mummelsee. A Triberg im Schwarzwald si trovano inoltre le più alte cascate della Germania.

### Clima
Il clima è prettamente montano, con temperature che si alzano leggermente in estate e si abbassano in inverno, ma le differenze non sono significative perché la foresta regola efficacemente le variazioni di temperatura. C'è un eccesso di umidità, il che significa che in alcuni periodi estivi è eccessivamente umido. Le variazioni di temperatura più importanti si verificano nella zona rocciosa.

## Flora e fauna
La rigogliosa vegetazione è costituita principalmente da felci, abeti e quadrifogli.
Oltre alle specie animali tipiche della fauna forestale europea, come il cinghiale, il capriolo o lo scoiattolo rosso, nella Foresta Nera si possono osservare le seguenti specie endemiche:
- Le "mucche della Foresta Nera" appartengono alla rara razza bovina Hinterwald.
- Il "verme gigante" (Lumbricus badensis) si trova solo nella regione della Foresta Nera.
- I "cavalli della Foresta Nera" sono una razza equina forestale, storicamente indispensabile per i lavori pesanti nei campi.
- In alcune regioni della Foresta Nera si può trovare il "gallo cedrone occidentale".

## Storia
La prima mappatura della Selva Nera si trova nella Tabula Peutingeriana.
Nell'antichità, la Selva Nera era conosciuta come Abnoba mons, dal nome della divinità celtica Abnoba. In epoca romana era chiamata Silva Marciana ("foresta marciana", dal termine germanico "marka" confine). La Foresta Nera rappresentava probabilmente l'area di confine dei Marcomanni ("gente di confine"), insediati a est del limes romano. A loro volta facevano parte della tribù germanica dei Suevi, che in seguito diedero il nome allo stato storico della Svevia. Ad eccezione degli insediamenti romani sul perimetro (ad esempio le terme di Badenweiler e le miniere nei pressi di Badenweiler e Sulzburg) e della costruzione della strada romana di Kinzig, l'insediamento della Foresta Nera non fu realizzato dai Romani, ma dagli Alamanni. 
Si sono insediati e hanno colonizzato le valli, attraversando il vecchio confine di insediamento, il cosiddetto "confine di arenaria rossa", ad esempio dalla regione di Baar. Poco dopo vennero colonizzate aree sempre più elevate e le foreste adiacenti, tanto che alla fine del X secolo i primi insediamenti si trovavano nella regione dell'arenaria rossa (Bunter). Tra questi c'era anche Rötenbach, menzionato per la prima volta nell'819. Durante la Guerra dei Sei Pence, nel XV secolo, gli abitanti di Mulhouse e i loro alleati misero a ferro e fuoco l'intera Alsazia e la Foresta Nera.
Alcune delle rivolte (tra cui il movimento Bundschuh) che precedettero la guerra dei contadini tedeschi nel XVI secolo, ebbero origine nella Foresta Nera. Nella Foresta Nera si trovano resti di fortificazioni militari del XVII e XVIII secolo, soprattutto sui passi di montagna. Tra questi, le numerose opere campali barocche del margravio Luigi Guglielmo di Baden-Baden o singole postazioni difensive come la Fortezza Alexander, la Röschenschanze e la Fortezza Svedese (Schwedenschanze).
La Foresta Nera era in origine una foresta mista di latifoglie e abeti. Ad altitudini più elevate cresceva anche l'abete rosso. A metà del XIX secolo, la Foresta Nera è stata quasi completamente disboscata dalla silvicoltura intensiva e successivamente ripiantata, soprattutto con monocolture di abete rosso. Vale la pena notare che la Foresta Nera divenne molto popolare in Germania negli anni '60 come sfondo di molti film e serie televisive, alcune delle quali con Roy Black, e successivamente negli anni '80 con serie televisive come La clinica della Foresta Nera. Il 26 dicembre 1999, il ciclone extra-tropicale Lothar (di intensità inferiore a quella di una tempesta) ha abbattuto numerosi abeti rossi, aprendo molte radure nella foresta.

## Turismo
La Schwarzwald Tourismus GmbH offre circa 140.000 posti di lavoro nel settore turistico: nel solo anno 2009 ha prenotato circa 34,8 milioni di notti per i turisti.
Notevoli sono le città di Friburgo in Brisgovia e Baden-Baden, così come le cittadine di Gengenbach e Sasbachwalden, di Staufen e Schönwald im Schwarzwald. Dal punto di vista paesaggistico sono rilevanti il Feldberg e il Belchen, il Kandel e lo Schauinsland. Altre mete turistiche e di soggiorno sono il Titisee, lo Schluchsee e le cascate di Triberg im Schwarzwald.
Praticamente tutta l'area della Foresta Nera è compresa in due parchi naturali. Il parco naturale della Foresta Nera centro-settentrionale ed il parco naturale della Foresta Nera meridionale. Con 3.750 km² e 3.700 km² sono rispettivamente primo e secondo parco nazionale tedesco in ordine di grandezza.

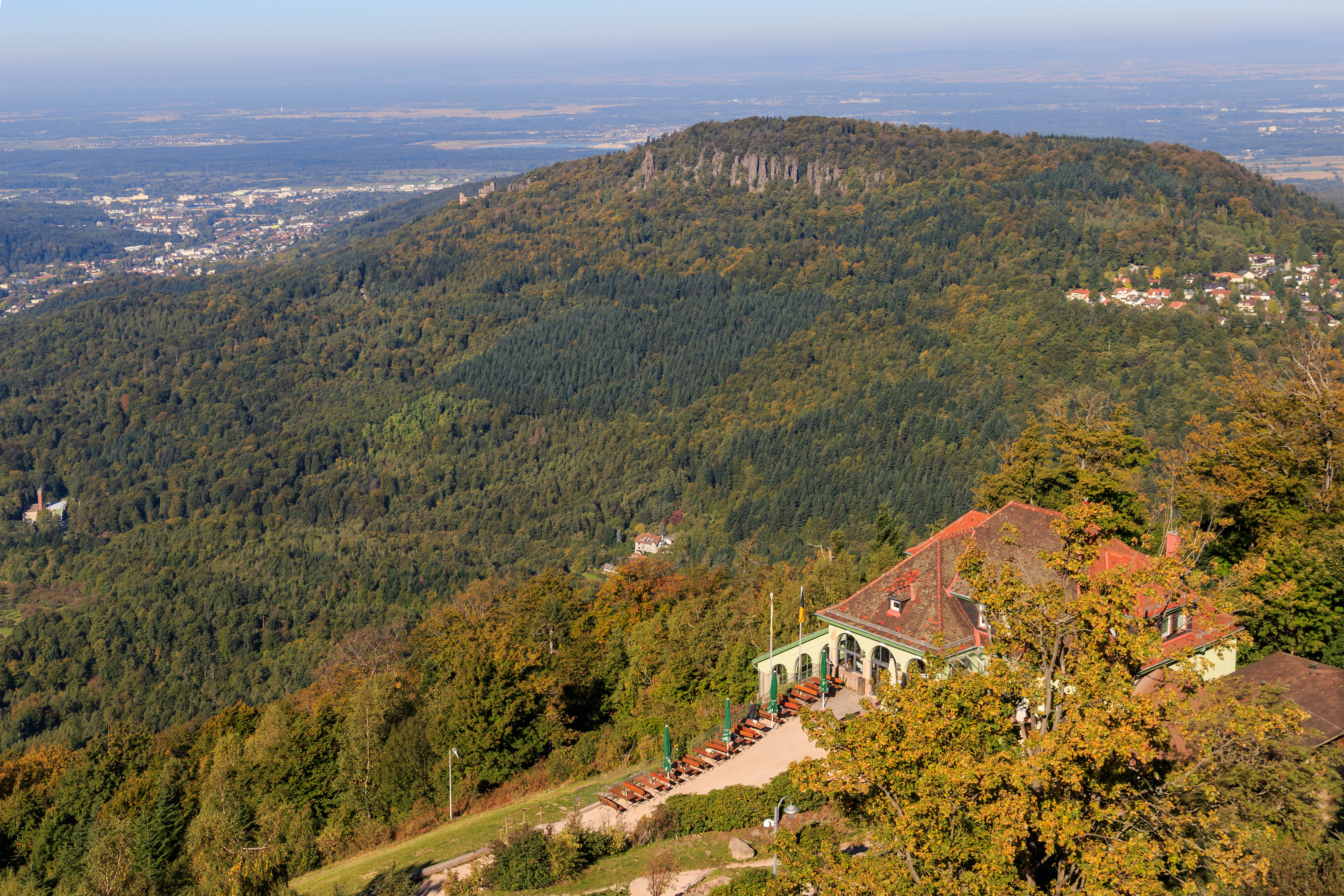
Panorama

### Musei
- Il villaggio museo Vogtsbauernhof (scritto in tedesco: Schwarzwälder Freilichtmuseum Vogtsbauernhof) a Gutach è il museo all'aperto più vecchio del Baden-Württemberg. Mostra come si svolgeva la vita degli abitanti della Foresta Nera fra il XVI e il XIX secolo. Il museo fu fondato nel 1963 partendo dalla fattoria "Vogtsbauerhof" che si trova sul posto dal 1611, arredata con mobili e utensili originali degli scorsi secoli. Si aggiunsero poi altre fattorie tipiche di altre regioni della Foresta Nera che furono smontate dal loro posto di origine e rimontate identicamente nell'area del museo, formando un intero piccolo villaggio.
- Il Museo tedesco degli orologi di Furtwangen, mostra la storia e l'evoluzione degli orologi e delle tecniche di costruzione.

## Nella cultura
- La Foresta Nera era uno dei luoghi preferiti del grande filosofo tedesco Martin Heidegger, come viene raccontato in  Il messaggero della Foresta Nera, pubblicato da Fréderic de Towarnicki, un giovane francese che nel 1945 aveva raggiunto e conosciuto il pensatore proprio nella sua baita montana, restandone vivamente impressionato.
- La serie televisiva Dark si svolge in un paesino della Foresta Nera.